# الكسندر باريشنيكوف
الكسندر باريشنيكوف (بالروسية: Барышников, Александр Александрович)‏ (و. 1877 – 1924 م) هو مهندس معماري، وسياسي من الإمبراطورية الروسية، توفي عن عمر يناهز 47 عاماً.

## مناصب
تولى منصب Member of the State Duma of the Russian Empire ‏
.

## التعليم
تعلم في Emperor Alexander Institute of Railway Engineers ‏
.